# Tiznit
Tiznit (in berbero: ⵜⵉⵣⵏⵉⵜ, Tiznit, in arabo تيزنيت‎?) è una città del Marocco, capoluogo della provincia omonima, nella regione di Souss-Massa.
Conosciuta in Marocco anche come "Città dell'argento", Tiznit è famosa per il suo artigianato. Oltre alle produzioni di artigiani locali, è infatti possibile acquistare artigianato berbero, direttamente acquistato dai commercianti di Tiznit dalle popolazioni berbere delle montagne circostanti.
La città è stata storicamente sede di una cospicua comunità ebraica, che contava 357 membri nel 1936 e 450 membri nel 1951, emigrata in massa verso Israele e Francia negli anni 1950 e 1960.